# Chaetopsylla ailuropodae
Chaetopsylla ailuropodae är en loppart som beskrevs av Jeu Minghua, Wang Dunqing et Li Kueichen 1991. Chaetopsylla ailuropodae ingår i släktet Chaetopsylla och familjen grävlingloppor. Inga underarter finns listade i Catalogue of Life.